# Charles Greeley Abbot

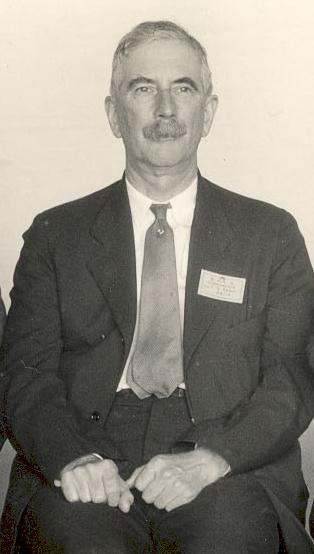
Charles Abbot

Charles Greeley Abbot (n. 31 mai 1872 la Wilton, New Hampshire, Statele Unite d. 17 decembrie 1973 la Riverdale, Maryland) a fost un astrofizician american, director al Observatorului Smithsonian din Washington.
A fost specialist în fizica Soarelui. A determinat cu precizie constanta solară și densitatea medie a Pământului. Construind un spectrobolometru și un radiometru, a cercetat distribuția energiei în spectrele soarelui și stelelor.
Un crater de pe lună îi poartă numele.

## Cărți publicate
- The Sun, 1911
- The Earth and the Stars, 1958

### Lucrări disponibile pe Internet
- Great inventions (1932)[nefuncțională]
- The sun and the welfare of man (1938)[nefuncțională]